# عزلة بني سرحة (إب)
عزلة بني سرحة هي إحدى عزل مديرية المخادر في محافظة إب اليمنية ويبلغ تعداد سكانها 21493 نسمة حسب التعداد السكاني في اليمن لعام 2004.

## روابط خارجية
- الجهاز المركزي للإحصاء بالجمهورية اليمنية
- المركز الوطني للمعلومات باليمن نسخة محفوظة 10 أبريل 2015 على موقع واي باك مشين.
- الدليل الشامل